# Especificación lagrangiana y euleriana del campo de flujo
En dinámica de fluidos y teoría de la plasticidad de deformación finita, la especificación lagrangiana del campo de flujo es una forma de mirar el movimiento del fluido donde el observador sigue una parcela de fluido individual mientras ésta se mueve a través del espacio y el tiempo. Trazando la posición de una parcela individual a través del tiempo, se obtiene la línea de corriente de la parcela. Esto puede ser visualizado como sentarse en un bote e ir a la deriva por un río.
La especificación euleriana del campo de flujo es una forma de mirar el movimiento del fluido que se centra en lugares específicos en el espacio a través del cual fluye a medida que pasa el tiempo. Esto puede ser visualizado como sentarse en la orilla de un río y ver el paso del agua por la ubicación fija.
Las especificaciones lagrangiana y euleriana del campo de flujo son a veces libremente denotadas como el marco de referencia lagrangiano y euleriano. Sin embargo, en general, tanto la especificación lagrangiana y euleriana del campo de flujo pueden aplicarse en cualquier marco de referencia del observador y en cualquier sistema de coordenadas usado dentro del marco de referencia elegido.
Estas especificaciones se reflejan en la dinámica de fluidos computacional , donde las simulaciones "Eulerianas" emplean una malla fija mientras que las "Lagrangianas" (como las simulaciones sin mallas ) cuentan con nodos de simulación que pueden moverse siguiendo el campo de velocidad.

## Descripción
En la especificación euleriana de un  campo, este se representa como una función de la posición x y el tiempo t . Por ejemplo, la velocidad de flujo está representada por la función:
{\displaystyle \mathbf {u} \left(\mathbf {x} ,t\right).}
Por otro lado, en la especificación lagrangiana, las parcelas de fluidos individuales se siguen a lo largo del tiempo. Las parcelas de fluidos se etiquetan mediante algún campo vectorial x0, independiente del tiempo. A menudo, x0 se elige para ser el centro de masa de las parcelas en algún tiempo inicial t0. Se elige de esta manera particular para tener en cuenta los posibles cambios de la forma a lo largo del tiempo. Por lo tanto, el centro de masa es una buena opción de parametrización de la velocidad de flujo u de la parcela. En la descripción de Lagrangian, el flujo se describe mediante la función
{\displaystyle \mathbf {X} \left(\mathbf {x} _{0},t\right),}
dando la posición de la partícula seguida mediante  x0 en el tiempo t0.
Las dos especificaciones se relacionan de la siguiente manera:
{\displaystyle \mathbf {u} \left(\mathbf {X} (\mathbf {x} _{0},t),t\right)={\frac {\partial \mathbf {X} }{\partial t}}\left(\mathbf {x} _{0},t\right),}
porque ambos lados describen la velocidad de la partícula etiquetada x0 en el tiempo t.
Dentro de un sistema de coordenadas elegido, x0 y x se denominan coordenadas lagrangianas y coordenadas eulerianas del flujo.

## Derivada material
Las especificaciones lagrangianas y eulerianas de la cinemática y la dinámica del campo de flujo están relacionadas por la derivada material, también llamada derivada Lagrangiana, derivada de convección, derivada sustancial o derivada de la partícula.
Se supone que se tiene un campo de flujo u , y también un campo genérico con la especificación Euleriana F(x , t). Ahora se podría preguntar sobre la tasa total de cambio de F que experimenta una parcela de flujo específica. Se puede calcular de la siguiente forma:
{\displaystyle {\frac {\mathrm {D} \mathbf {F} }{\mathrm {D} t}}={\frac {\partial \mathbf {F} }{\partial t}}+\left(\mathbf {u} \nabla \right)\cdot \mathbf {F} ,}
donde ∇ expresa el gradiente con respecto a x , y el operador u⋅∇ es el que debe aplicarse a cada componente de F. Esto  indica que la tasa total de cambio de la función F como las parcela de fluido se mueve a través de un campo de flujo descrito por su especificación de Euler y u es igual a la suma de la tasa local de cambio y la tasa de cambio de convección F. Esto es una consecuencia de la regla de la cadena, ya que se está diferenciando la función F(X(x0,t),t) con respecto a t.
Las leyes de conservación para una masa unitaria tienen una forma lagrangiana, que junto con la conservación masiva producen la conservación euleriana; por el contrario, cuando las partículas de fluido pueden intercambiar una cantidad de energía o impulso, solo existen leyes de conservación de Euler.